# Xã Wilson, Quận Pope, Arkansas
Xã Wilson (tiếng Anh: Wilson Township) là một xã thuộc quận Pope, tiểu bang Arkansas, Hoa Kỳ. Năm 2010, dân số của xã này là 4.774 người.